# Федер Саунд (Флорида)
Федер Саунд (енгл. Feather Sound) насељено је место без административног статуса у америчкој савезној држави Флорида.

## Демографија
По попису из 2010. године број становника је 3.420, што је 177 (-4,9%) становника мање него 2000. године.
| Група             | 2000.         | 2010.         |
| Белци             | 3.252 (90,4%) | 2.862 (83,7%) |
| Афроамериканци    | 75 (2,1%)     | 95 (2,8%)     |
| Азијати           | 91 (2,5%)     | 202 (5,9%)    |
| Хиспаноамериканци | 146 (4,1%)    | 196 (5,7%)    |
| Укупно            | 3.597         | 3.420         |